# Tayeb Braikia
Tayeb Braikia (né le 8 mars 1974 à Århus) est un coureur cycliste danois. Professionnel de 1998 à 2002, il s'est principalement illustré par ses qualités de sprinter, remportant notamment le Circuit franco-belge et la Clásica de Almería. Il a mis fin à sa carrière à la suite d'une chute lors du Tour de Murcie 2002. Il est devenu entraîneur de l'équipe nationale danoise sur piste.

## Biographie
Champion du Danemark dans la catégorie espoirs en 1996, Tayeb Braikia commence sa carrière professionnelle en 1998 au sein de l'équipe Acceptcard Pro Cycling. Il remporte cette année-là le Tour d'Overijssel et la Christiana Care Cup, puis deux étapes et le classement général du Circuit franco-belge l'année suivante.
En 2000, il rejoint l'équipe Linda McCartney. Il participe au Tour d'Italie, durant lequel il obtient des places d'honneur lors de sprints massifs. En l'absence de nouveaux sponsors, l'équipe Linda McCartney disparaît en 2001.Braikia est recruté à la fin du mois par l'équipe belge Lotto-Adecco et remporte la Clásica de Almería au début du mois de mars.
Quelques jours plus tard, il est victime d'une chute lors du Tour de Murcie. Il heurte les barrières placées au bord de la route à la fin de l'étape et tombe dans le peloton, où il est percuté par plusieurs coureurs. Il souffre de l'épaule et doit renoncer à la compétition pour l'année 2001. Constatant qu'il n'est plus capable de courir, il met fin à sa carrière en mars 2002.
Il devient entraîneur fédéral durant cette année. Il cesse cette activité en 2005, souhaitant passer plus de temps avec sa famille. Depuis avril 2009, il dirige l'équipe nationale danoise sur piste avec Sven Meyer.

## Palmarès sur route
- 1992
  - 2e du championnat du Danemark sur route juniors
- 1996
  -  Champion du Danemark sur route espoirs
- 1997
  - 1re et 5e étapes du Cinturón a Mallorca
  - 2e du Grand Prix Midtbank
  - 2e du Fyen Rundt
  - 3e du Berliner Etappenfahrt
- 1998
  - Tour d'Overijssel
  - Christiana Care Cup
- 1999
  - Circuit franco-belge :
    - Classement général
    - 1re et 4e étapes
- 2001
  - Clásica de Almería

## Palmarès sur piste

### Coupe du monde
- 1997
  - 1er de l'américaine à Athènes (avec Jakob Piil)
  - 2e de la poursuite par équipes à Athènes

### Six Jours
- Six Jours de Grenoble : 1997 (avec Jakob Piil)
- Six Jours de Copenhague : 1999 (avec Jimmi Madsen)

### Championnats des Pays nordiques
- 1995
  - Champion des Pays nordiques de poursuite par équipes (avec Michael Steen Nielsen, Lars Otto Olsen, Jakob Piil et Ronny Lerche)
- 1996
  - Champion des Pays nordiques de poursuite par équipes (avec Michael Sandstød, Jakob Piil et Jens Veggerby)
- 1997
  - Champion des Pays nordiques de poursuite par équipes (avec Bekim Christensen, Frederik Bertelsen et Michael Sandstød)

### Championnats du Danemark
- Champion du Danemark de vitesse juniors en 1991 et 1992
- Champion du Danemark du kilomètre juniors en 1991 et 1992
- Champion du Danemark de poursuite par équipes juniors en 1991 et 1992
- Champion du Danemark de poursuite par équipes en 1996, 1997 et 1998